# Didymocarpus barbinervius
Didymocarpus barbinervius är en tvåhjärtbladig växtart som beskrevs av Charles Baron Clarke. Didymocarpus barbinervius ingår i släktet Didymocarpus och familjen Gesneriaceae. Inga underarter finns listade i Catalogue of Life.